# Oftersheim
Oftersheim este o comună din landul Baden-Württemberg, Germania. Se află la o altitudine de 101 m deasupra nivelului mării. Are o suprafață de 12,78 km². Populația este de 12.211 locuitori, determinată în 31 decembrie 2023, prin actualizare statistică[*].